# 马恰尔普尔
马恰尔普尔（Machalpur），是印度中央邦Rajgarh县的一个城镇。总人口7884（2001年）。

## 人口
该地2001年总人口7884人，其中男性4063人，女性3821人；0—6岁人口1324人，其中男696人，女628人；识字率53.17%，其中男性为66.80%，女性为38.68%。